# Gustaf Johan Billberg

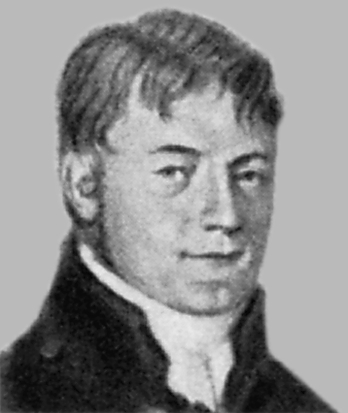
Gustaf Johan Billberg (1772–1844)

Gustaf Johan Billberg (* 14. Juni 1772 in Karlskrona; † 26. November 1844 in Stockholm) war ein schwedischer Zoologe, Botaniker und Anatom. Sein offizielles botanisches Autorenkürzel lautet „Billb.“.

## Leben und Wirken
Obwohl er Jurist war, interessierte er sich sehr für die Naturwissenschaften. Das war ihm auch den Ruf eines Dilettanten wert. Hinzu kam noch der Ruf als Verschwörer, weil er sich für die Wahl Carl Peter Forsbergs, dem Adoptivsohn seines Freundes Carl Peter Thunberg, an die Schwedische Akademie der Wissenschaften einsetzte. 1820 wurde Billberg zum korrespondierenden Mitglied der Russischen Akademie der Wissenschaften gewählt.
1796 ehelichte er Margareta Ferelius. Zum zweiten Mal heiratete er 1801, nämlich Helena Maria Ehinger.
Er arbeitete nach dem Tod Johan Wilhelm Palmstruchs an dessen Werk Svensk Botanik weiter.

## Ehrentaxon
Die Gattung Billbergia in der Pflanzenfamilie der Bromeliengewächse (Bromeliaceae) wurde ihm von Carl Peter Thunberg gewidmet.

## Werke
- Ekonomisk Botanik
- Enumeratio insectorum in museo
- Synopsis Faunae Scandinaviae